# Rundāles Pils

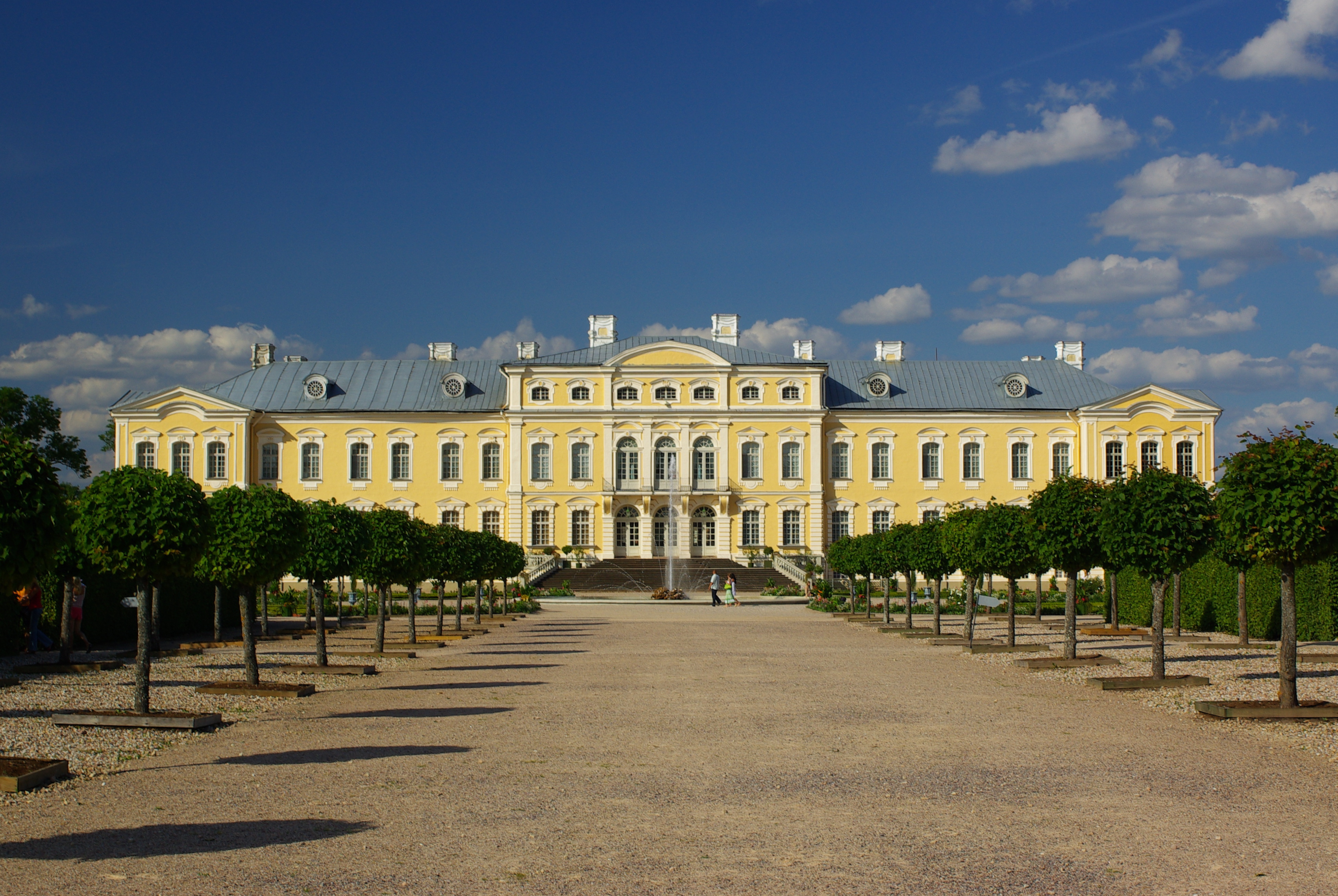
Fachada principal do Palácio de Rundāle

O Rundāles Pils (Palácio de Rundāle), antigamente também conhecido como Ruhenthal e Ruhendahl, é o mais importante palácio barroco na Letónia e um dos mais importantes monumentos históricos do país, sendo referido muitas vezes como o Versailles do Báltico. Fica situado em Pilsrundāle, na região histórica de Semigola, 12 km a oeste de Bauska e a 79 km da capital do país, Riga. Entre quartos e salas, possui 138 divisões divididas pelos seus dois andares. 
O palácio Foi construído na década de 1730 como residência de Verão de Ernesto João de Biron, o Duque da Curlândia. O seu arquitecto foi Bartolomeo Rastrelli, responsável, igualmente, pelos desenhos dos imperiais Palácio de Inverno e Palácio de Verão, ambos em São Petersburgo.
Depois de Biron cair em desgraça, o palácio permaneceu vazio até à década de 1760, quando Rastrelli regressou para completar a sua decoração interior. Depois da Curlândia ser absorvida pelo Império Russo, em 1795, Catarina, a Grande ofereceu o palácio de presente ao seu amante, o Príncipe Zubov, que ali passou os seus anos de declínio. A sua jovem viúva, Thekla Walentinowicz, filha dum proprietário rural da região, voltou a casar com o Conde Shuvalov, levando, deste modo, o palácio para a Família Shuvalov, com a qual se manteve até à Revolução Russa de 1917.
Actualmente, o Rundāles pils é um dos principais destinos turísticos na Letónia. Também possui funções de representação, sendo utilizado para acomodar hóspedes notáveis, como líderes de nações estrangeiras em visita ao país. O palácio e os jardins formais circundantes constituem, agora, um museu que pode ser visitado durante todo o ano.

## História

### Origens

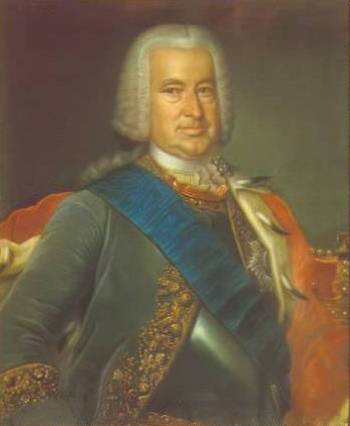
Ernesto João de Biron, Duque da Curlândia

A história do palácio começa em 1457, quando o mestre da Ordem da Livónia tomou controle dum vasto território na região de Bauska, a qual está inteiramente localizada na fronteira com a Lituânia. Na época, esta região era subdesenvolvida e não dispunha de campos cultivados, sendo uma das zonas mais inseguras da Letónia. Em meados da década de 1400, a ordem construiu o Bauskas Pils, conseguindo, desta forma, controlar a região e promover a criação de quintas. 
No local do actual palácio surgiu uma dessas quintas, a qual recebeu o nome de Rundāle logo desde 1505, quando a propriedade foi adquirida pela Família Grotthuss. Esta família manteria a sua posse durante quase 200 anos. Os Grotthuss construíram, igualmente, pequeno castelo da largura do Rio Īslīce, poucas centenas de metros a noroeste do actual edifício. Esse primeiro edifício da propriedade foi demolido por Rastrelli, sendo preservados apenas dois brasões em pedra.
Em 1681, a Família Grotthuss foi obrigada a vender a propriedade para pagar dívidas, vindo esta a ser adquirida pelo Duque Ernesto João de Biron em 1735, dois anos antes de ser nomeado Duque da Curlândia pela primeira vez. Ele havia recebido o título de conde em 1730, no ano em que a czarina russa Ana da Rússia subiu ao trono imperial. Em 1737, com o falecimento do último duque da Família Kettler, Ferdinando, Biron foi escolhido como novo titular do ducado.

### Construção do palácio

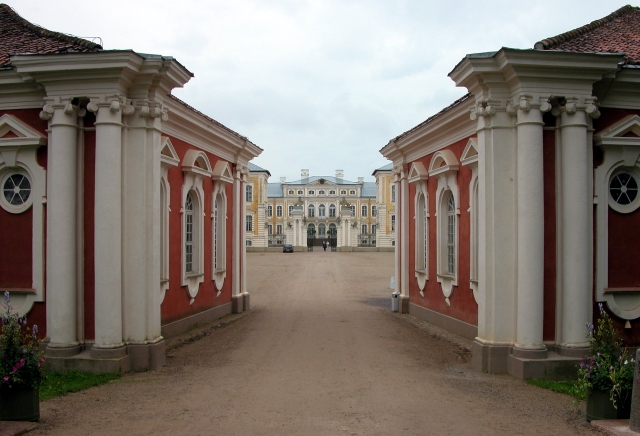
Entrada do pátio principal com o palácio ao fundo

Em 1735, o arquitecto Bartolomeo Rastrelli, que vivia na Rússia desde 1716, ano em que se mudara de França, fez a sua primeira viagem a Rundāle com vista à criação dum projecto para o edifício. Rastrelli deparou-se inicialmente com muitos problemas; aqui não existiam estradas e não dispunha de artesões nem de materiais de construção na zona. Por esse motivo, construiu 12 fornos de tijolos. Também entrou em acordo com os proprietários de terras das vizinhanças, para o fornecimento de madeira para a construção e para alimentar os fornos. Demoliu, ainda o velho castelo dos Grotthuss de forma a obter pedra para as fundações do novo palácio.
A maior parte dos artesões chegaram da Rússia. No final daquele ano, já trabalhavam mais de 1.000 homens em Rundāle, entre os quais se contavam alguns soldados russos. Rastrelli estimou que necessitaria de 3 milhões de tijolos para a construção do palácio. Estes números acabaram por revelar-se ainda mais elevados. Em Janeiro de 1736, o arquitecto já tinha um projecto pronto que se estendia por oito folhas. No dia 24 de maio daquele ano foi colocada a primeira pedra numa cerimónia solene. Também fizeram uma placa em prata com o brasão de Biron e uma inscrição, a qual foi incluída na parede. A construção desenvolveu-se muito rapidamente, sendo o telhado colocado logo em Junho de 1737.

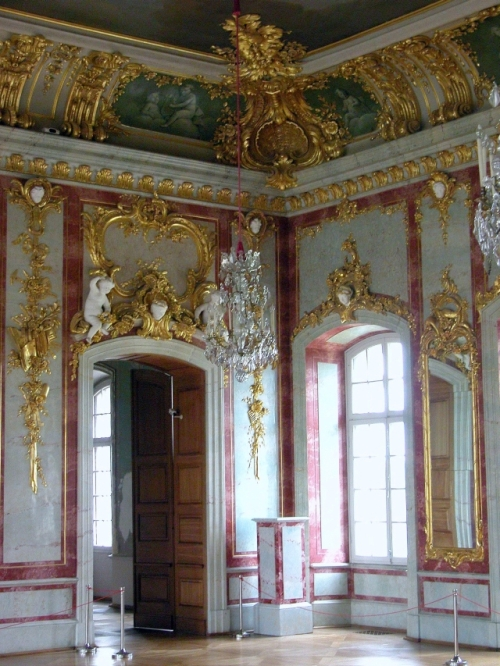
Detalhe duma sala do palácio

No dia 14 de junho de 1738, Rastrelli começou a construir um novo palácio para Biron, em Jelgava, o Jelgavas Pils, pelo que houve um abrandamento na construção de Rundāle. No entanto o estaleiro continuou a funcionar e, ao mesmo tempo, foram estabelecidos os jardins. Em 1739, segundo um relatório do jardineiro Christopher Weyland, haviam sido plantados mais de 320.000 tílias, 45.000 castanheiros e 1.885 carvalhos. Em redor do palácio foram estabelecidos edifícios para alojar os trabalhadores, com três igrejas distintas, onde o próprio Rastrelli chegou a alojar-se. Duas vezes por semana, enviava o seu relatório a Ernesto João de Biron, que se encontrava em São Petersburgo, informando-o sobre o andamento dos trabalhos. No entanto, este virava cada vez mais a sua atenção para a residência que estava a construir em Jelgava, ao ponto de transferir para o novo palácio uma decoração e uma capela parcialmente concluída.
Em 1740 aconteceu algo que afectou tanto Rundāle como toda a Curlândia. Ana da Rússia faleceu e Ernesto João de Biron tornou-se regente do Império Russo. No entanto, governou durante apenas 20 dias, sendo preso no dia 20 de novembro, entregue à justiça e condenado à morte. Deste e modo, viu-se privado do seu regime e de todos os seus bens. A nova regente, Anna Leopoldovna, substituiu a condenação à morte pela expulsão para toda a vida. Inicialmente, foi enviado para a Sibéria e, depois, para Jaroslávia. A prisão e o julgamento fizeram com que todos os trabalhos no palácio fossem interrompidos. Materiais de construção, partes dos apainelamentos e portas foram desmontados e levados para São Petersburgo. Nos anos seguintes, a construção do palácio esteve parada. 

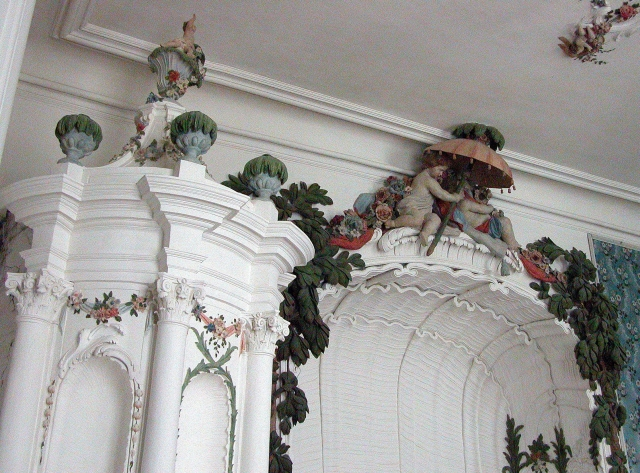
Estuques num detalhe da decoração

No início de 1762, a czarina Isabel Petrovna faleceu, e o novo imperador, Pedro III, restituiu a Biron todos os seus títulos. Pedro III havia planeado dar o Ducado da Curlândia ao seu tio Jorge, mas quando Catarina II subiu ao trono, em Julho desse mesmo ano, devolveu a Curlândia a Biron. Em 1764, a construção de Rundāle foi retomada, mas com uma constituição muito mais pobre. A alta torre sobre a entrada foi derrubada e não voltou a ser reconstruída. Os estábulos foram, igualmente, transformados. O arquitecto da corte de Biron, Severin Jensen, auxiliou Rastrelli na reconstrução e modernização do complexo de edifícios. Várias das salas oficiais, assim como salas privadas do duque, foram actualizadas para o estilo rococó. Para estes trabalhos, foram chamados, entre outros, o escultor alemão Johann Michael Graff e os dois pintores italianos Francesco Martini e Carlo Zucchi. O estuque do grande salão branco foi trabalhado por Graff. Em 1767, o palácio estava em condições suficientemente boas para que ali se comemorasse o quinto aniversário de coroação da Czarina Catarina II.

### Proprietários e usos posteriores

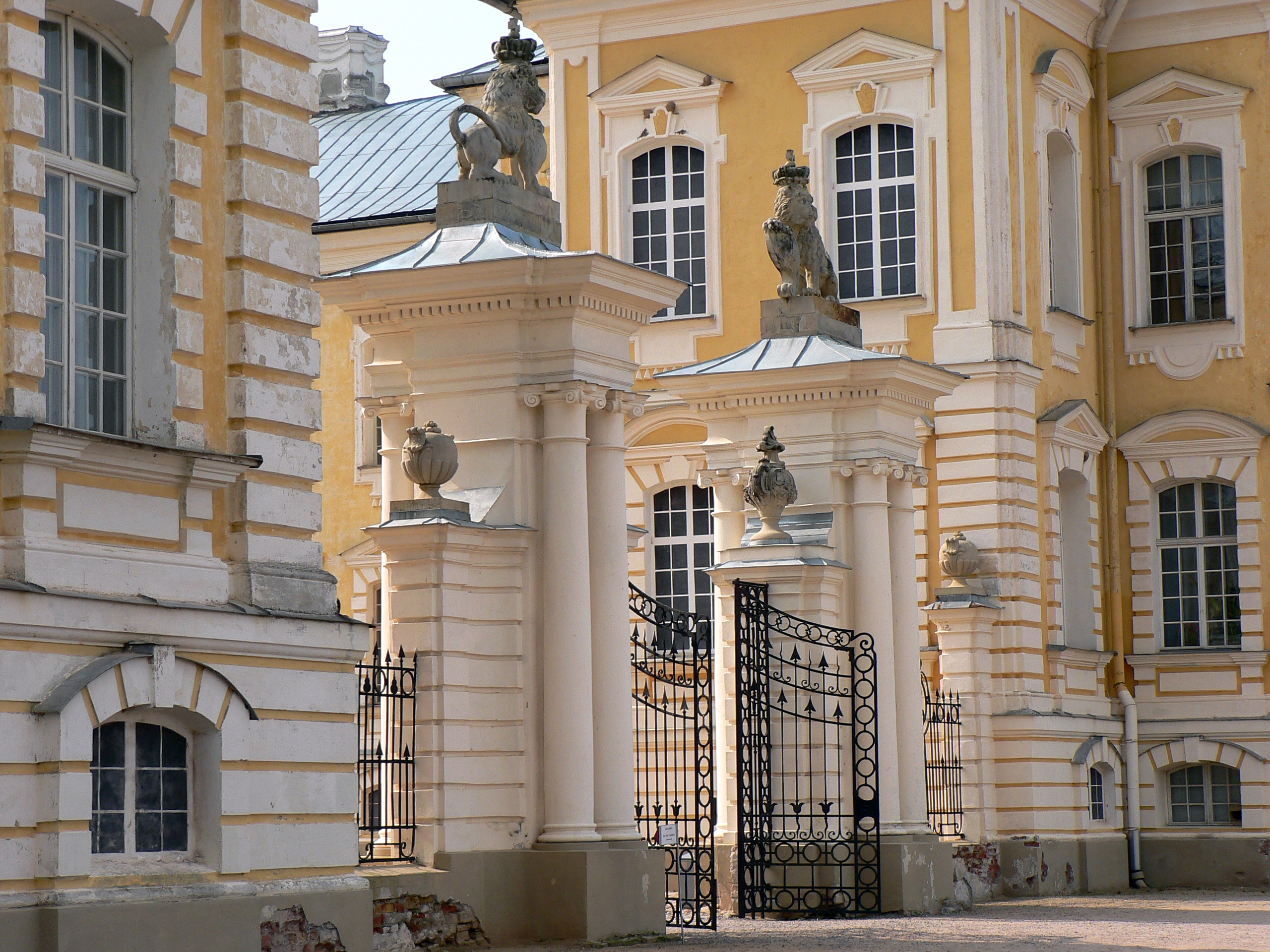
Entrada do pátio interior

Em 1769, Ernesto João abdicou a favor do seu filho, Pedro de Biron. No entanto, continuou a visitar Rundāle, indo ali todos os verões até à sua morte, em 1772. Peter preferia um palácio que possuía em Vircava, uma vez que ficava mais perto de Jelgava. Depois da anexação da Curlândia pelo Império Russo, em 1795, Catarina II ofereceu o palácio ao seu amante, Valerian Zubov. Mais tarde, o palácio foi assumido pelo seu irmão, Platon Zubov. Este viveu em Rundāle até ao final do seu período de poder, vindo a falecer lá em 1822. A sua jovem viúva, Thekla Walentinowicz, filha dum proprietário de terras da região, casou novamente com o Conde Shuvalov. Assim, o palácio acabou por pertencer à família Shuvalov, até que a Letónia se tornou independente como resultado da Revolução Russa de 1917. Os Shuvalov viviam em São Petersburgo, pelo que o palácio não foi muito usado durante este período, sendo ocupado apenas como residência de Verão e permanecendo vazio durante a maior parte do tempo. O palácio foi utilizado regularmente, apenas, por um dos membros da família, Peter Shuvalov, quando este era governador-geral das províncias do Báltico. Peter fez de Rundāle um verão permanente, renovando-o, pela primeira vez, na década de 1860 e, mais tarde, promovendo um restauro mais exaustivo, na década de 1880.

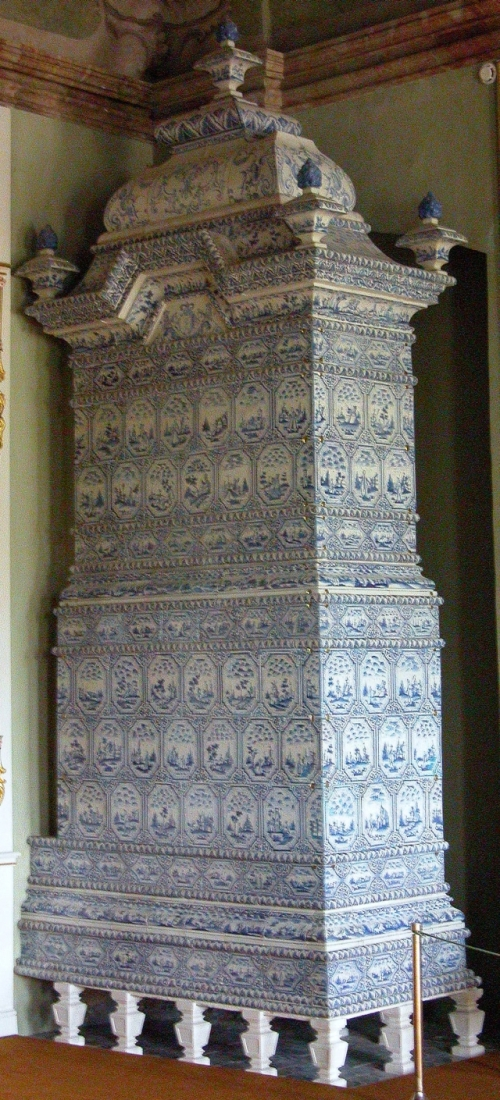
Aquecedor de sala

Em 1915, no decorrer da Primeira Guerra Mundial, os alemães instalaram no palácio um hospital militar, assim como um comando. Durante o primeiro conflito mundial o Rundāles Pils não foi danificado, mas não teve igual sorte em 1919, quando foi parcialmente demolido durante a guerra civil na Letónia, ficando quase em ruínas. Em 1920, o seu último proprietário, Andrei Shuvalov, foi expropriado, passando o palácio para a tutela do estado. No mesmo ano, foi aprovada a utilização do palácio como escola primária local mas, em 1924, a propriedade no centro da Letónia foi retomada para servir de sede a uma associação de inválidos de guerra. A maior parte das reparações necessárias foram efectuadas em 1923. Com efeito, entre as décadas de 1920 e 1950, o palácio foi deixado ao abandono e saqueado.

### Actualidade

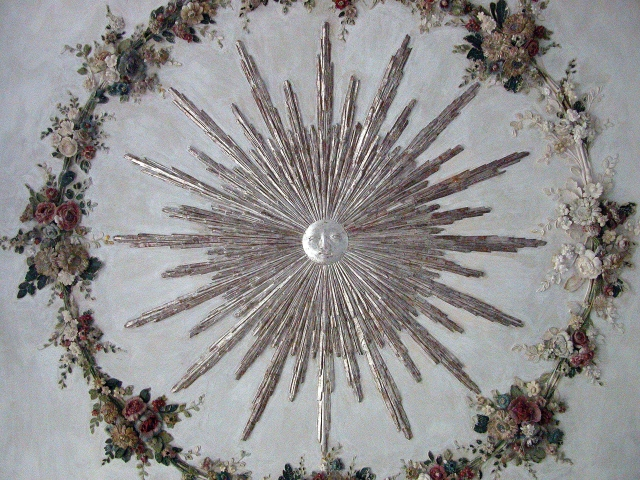
O símbolo do Sol na decoração do palácio

Actualmente, o Rundāles Pils é uma das maiores atracções turísticas da Letónia, formando, juntamente com os jardins formais à francesa que o circundam, um museu que pode ser visitado durante todo o ano. Este museu foi fundado em 1972, enquanto o edifício era novamente restaurado. 
No seu interior podem admirar-se inúmeras pinturas, talha dourada e colecções de porcelana.
Na capela, é possível ver sarcófagos de alguns dos residentes, datando o mais antigo de 1569, enquanto na sala ao lado podem ser apreciadas peças de vestuário destas pessoas e descobertos os seus hábitos.
Além do custo da entrada, também a autorização para tirar fotografias no interior tem o seu preço. A preços de 2006, o custo das fotografias é de 1 lats, enquanto registar imagens com uma câmara de vídeo fica por 3 lats.
Por outro lado, o Rundāles Pils ainda desempenha funções de representação, sendo utilizado para acomodar hóspedes notáveis, como líderes de nações estrangeiras, em visita ao país.

## Arquitectura
O Rundāles Pils é um dos mais destacados exemplares do barroco e do rococó na Letónia. O palácio foi construído no século XVIII, inicialmente como um reflexo do poder e da riqueza do seu proprietário, tendo como modelo o Palácio de Versalhes.

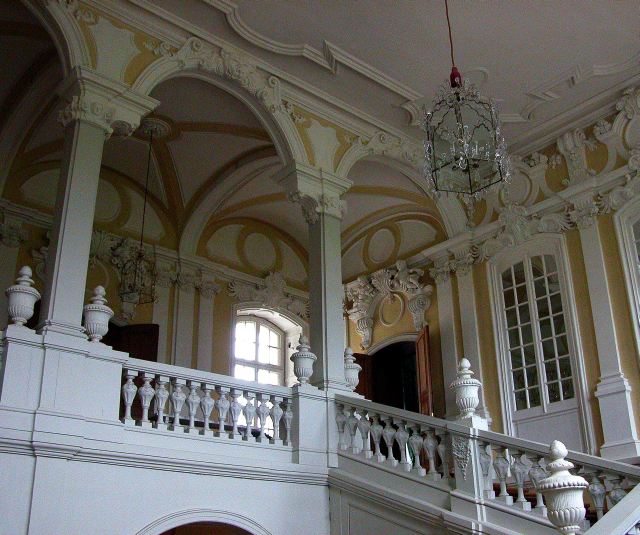
A magnífica escadaria estucada do Rundāles Pils

O edifício é constituído por 138 salas, com pinturas de tecto e mobiliários originais, das quais uma grande parte foi restaurada recentemente. Este restauro começou há três décadas e ainda não está completamente concluído, permanecendo, ainda, cera de quarenta salas inacabadas. As maiores e mais famosas salas são: o Salão Branco, que antigamente era usado como salão de baile, a Galeria Dourada, que foi sala do trono, e a Grande Galeria, antiga galeria de banquetes. Estes três salões estão localizados no edifício central, onde se encontravam, igualmente, todas as salas privadas do duque. A duquesa e os restantes elementos da família tinham os seus aposentos na ala ocidental do edifício.
Inicialmente, o grande Salão Branco foi desenhado como uma capela, concluída em 1740. Mais tarde, esta foi transformada em salão de baile, recebendo o nome pelo qual é conhecido já no século XVIII. Esta galeria foi projectada de forma tão leve e alegre quanto possível, sendo também esse o motivo pelo qual a sua decoração resultou em tons brancos e luminosos. As paredes e o tecto estão cobertos por esculturas de gesso, figuras e ornamentos. Ao longo das portas e janelas estão, entre outras coisas, 22 relevos que representam 22 ocupações diferentes (caça, pesca, música, cultura, etc.), quatro relevos que representam os quatro elementos (fogo, ar, água e terra), e outros quatro que figuram as quatro estações do ano. No centro do tecto está uma figura de gesso que representa uma cegonha com o seu ninho, criado através da utilização de galhos verdadeiros cobertos por estuque. O pavimento do salão que se pode ver actualmente data de 1892. A Pequena Galeria que conduz ao salão foi concebida, na época, como uma antecâmara. 
Outro espaço que merece destaque é a Galeria Dourada. Esta sala, a segunda maior, é a mais decorada do palácio. As suas paredes foram pintadas a ouro e decoradas por Graff, enquanto as pinturas do tecto são dos pintores italianos Francesco Martini e Carlo Zucchi. Martini e Zucchi já haviam decorado anteriormente o Palácio de Inverno, em São Petersburgo, também projectado por Rastrelli. Também nesta sala as alegorias estão associadas a ocupações e a áreas do conhecimento. Estão ali representadas tanto a pesca a caça, como a música, a arquitectura e a geografia.
Infelizmente, grande parte do mobiliário original do palácio está disperso por vários países da Europa como consequência do abandono e dos saques a que foi sujeito na primeira metade do século XX. Ainda foi possível trazer alguns móveis antigos de volta ao palácio, como doação dos descendentes dos antigos proprietários, tanto do Duque Biron, como das duas famílias que se lhe seguiram.